# Kisnána
Kisnána è un comune dell'Ungheria di 1.114 abitanti (dati 2001). È situato nella contea di Heves.